# Жуте фесвице
„Жуте фесвице” је југословенски ТВ филм из 1973. године. Режирао га је Јован Аћин а сценарио је написао Миленко Вучетић.

## Радња
Филм "Жуте фесвице" је прича о познанству договореном преко малих огласа, у рубрици "женидба-удадба".
У исто време, то је и прича о покушају да се уплови у брачне воде и трагикомична балада о необичном завршетку једне тако настале везе између магационера Ниџе и лепе удаваче Раде.

## Улоге
| Глумац                | Улога             |
| --------------------- | ----------------- |
| Мира Бањац            | Рада, млада       |
| Слободан Цица Перовић | Никола, младожења |
| Оливера Марковић      | Борка, кума       |
| Миливоје Мића Томић   | Милован, кум      |